# Adelchi di Benevento
Adelchi (... – maggio 878) è stato un principe longobardo, principe di Benevento dall'854 alla sua morte.

## Biografia
Figlio di Radelchi I di Benevento e Caretrude, succedette al fratello maggiore Radelgardo poiché il figlio di questi, Gaideris, era ancora in tenera età.
Adelchi dovette impegnarsi a difendere l'indipendenza del principato dai continui assalti dei Saraceni a sud, l'esercito dell'imperatore Ludovico II da nord, e i Bizantini stanziati nel thema della Langobardia a est.

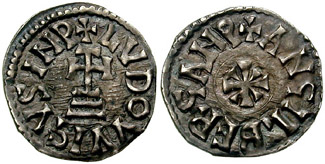
Moneta di Adelchi

Nell'860 venne sconfitto a Bari dalle forze musulmane e costretto a un armistizio con l'emiro e al pagamento di tributi. Dovette quindi chiedere aiuto all'imperatore franco, che, nell'866, sconfisse i Saraceni e riprese Bari nell'871. Da questa posizione di forza, Ludovico II cercò di consolidare il suo controllo sul principato, acquartierando truppe nelle fortezze beneventane. Adelchi rispose prendendo prigioniero l'imperatore mentre questi si trovava ospite nel palazzo principesco a Benevento (agosto 871).
Un mese dopo, ripresero le scorrerie saracene e Adelchi fu costretto a liberare Ludovico, a condizione però che giurasse di non rientrare mai a Benevento in testa a un esercito e di non cercare vendetta per il suo arresto. Ludovico si recò a Roma nell'872 e venne prosciolto dal giuramento da papa Adriano II il giorno 28 maggio. Quindi cercò nuovamente di impadronirsi del principato, ma senza successo.
Adelchi fu assassinato nel maggio 878. Fu l'ultimo principe longobardo ad aggiornare l'Editto di Rotari.